# Stâlpu
Stâlpu est une commune roumaine située dans le județ de Buzău.